# H-8 (film)
H-8 este un film de lungmetraj croat și iugoslav din 1958 regizat de Nikola Tanhofer, după un scenariu de Zvonimir Berković bazat pe evenimente reale despre un accident mortal provocat de un șofer de mașină necunoscut în 1957. H-8 reprezintă prima parte a plăcuței sale de înmatriculare auto și singurele informații despre autorul crimei. Rolurile principale au fost interpretate de actorii Đurđa Ivezić, Boris Buzančić și Antun Vrdoljak. Filmul a fost proiectat la Festivalul de Film de la Pula din 1958 unde a câștigat Marea Arenă de Aur pentru cel mai bun film.

## Rezumat
În noaptea de 14 aprilie 1957, în timpul unei furtuni puternice, un șofer nesăbuit provoacă ciocnirea unui autobuz cu un camion pe un drum cu două benzi între Zagreb și Belgrad. 
Ciocnirea a fost provocată de un șofer necunoscut care și-a stins imediat luminile și a fugit fără măcar să se uite înapoi. Restul filmului urmărește evenimentele din autobuz și camion până la accidentul în sine și viețile personajelor care ajung în accident.
Este prezentată soarta pasagerilor din autobuz - studenta la pian Alma Novak, jurnalistul Boris, colegul și prietenul său, actorul eșuat Krešo Miljuš și soția sa, șoferul Josip Barać, asistentul său Janez Pongrac și alții. În același timp, un transport de tablă este cărat cu un camion de către șoferul Rudolf Knez, însoțit de fiul său Vladimir și de un cunoscut de-al său din închisoare, Franjo Rosić, care li se alătură ulterior. În același timp, naratorii anunță în mod amenințător accidentul iminent și numerele de scaune ale pasagerilor decedați din autobuz, în timp ce aceștia își schimbă constant locurile.

## Distribuție
- Đurđa Ivezić – studenta la pian Alma Novak
- Boris Buzančić – jurnalistul Boris
- Antun Vrdoljak – fotograf
- Vanja Drach – actorul Krešo Miljuš
- Marijan Lovrić – șoferul de camion Rudolf Knez
- Mira Nikolić – Tânăra Mamă
- Antun Nalis – Hoțul Ivica
- Mia Oremović
- Stane Sever
- Dar Kvrgić
- Marija Kohn
- Fabijan Šovagović
- Ljubica Jović
- Ivan Šubić
- Siniša Knaflec

## Context
Filmul se bazează pe o poveste adevărată, în care șoferul care a provocat în 1957 o coliziune fatală între un autobuz și un camion nu a fost niciodată identificat. „H-8” este începutul plăcuței sale de înmatriculare auto, singura informație disponibilă despre vehiculul vinovat implicat în accident.

## Recepție
Într-un sondaj din 1999 realizat de 44 de critici de film și istorici de film croați, H-8 s-a clasat pe locul al doilea în lista celor mai bune filme croate din toate timpurile, după Tko pjeva zlo ne misli. Într-un sondaj similar din 2020, s-a clasat pe primul loc.
Daniel Rafaelić a scris în Filmski lexikon: „Unul dintre cele mai apreciate filme croate, H-8... se distinge în egală măsură prin interpretarea, regia și montajul impresionant. La începutul filmului, rezultatul final este dezvăluit - o coliziune între un autobuz și un camion, și chiar numărul de persoane ucise și numărul locurilor acestor oameni, se dezvăluie... că acesta este un eveniment adevărat (persoana care a provocat accidentul a fugit de la locul accidentului și s-a reținut doar începutul plăcuței sale de 
înmatriculare auto: H-8...) Personajele sunt stratificate, ritmul este exemplar, iar întregul creează o microlume tipică iugoslavă a acelei vremuri, adică o panoramă a unei societăți complexe.”

## Premii
H-8 a câștigat Marea Arenă de Aur pentru cel mai bun film la Festivalul de Film de la Pula din 1958.